# Гијом Жил
Гијом Алан Жил (фр. Guillaume Alain Gille; Валанс (Дром), 12. јул 1976) бивши је рукометаш и француски ререзентативац, те актуелни селектор француске репрезентације. Играо је на позицији средњег бека.

## Клупска каријера
Клупску каријеру започиње у свом родном граду Валанс (Дром) у клубу Лориол, гдје остаје до 1996. године. Те године, заједно са братом Бертраном прелази у Шамбери. Са Шамберијем је 2001. постао првак Француске, а 2002. је освојио Лига куп. Обојица остају до 2002. године, када прелазе у Хамбург. Са Хамбургом је 2011. освојио Бундеслигу, а 2006. и 2010. Куп Њемачке. 2012. се вратио у Шамбери гдје је 2014. завршио професионалну каријеру.

## Репрезентативна каријера
Жил је за репрезентацију Француске дебитовао 1996. против  Србије. Са Француском је освојио све најважније титуле по неколико пута — златну медаљу на Олимпијским играма 2008. у Пекингу и 2012. у Лондону, Светском првенству 2001. у Француској, 2009. у Хрватској, Европском првенству 2006. у Швајцарској и 2010. у Аустрији. Такође је освојио бронзе на Светском првенству 1997. у Јапану, 2003. у Португалу и 2005. у Тунису и на Европском првенству 2008. у Норвешкој. Са репрезентацијом се опростио 2012. године након Олимпијских игара.

## Приватни живот
Рођен је у Валансу као најстарији од тројице браће. Обојица браће, Бертран и Бењамин, су такође били рукометаши. Са Бертраном је целу каријеру провео играјући у истим клубовима.

## Клупски трофеји

### Шамбери
- Првенство Француске (1) : 2001.
- Лига Куп Француске (1) : 2002.
- Суперкуп Француске (1) : 2013.

### Хамбург
- Бундеслига (1) : 2011.
- Куп Њемачке (2) : 2006, 2010.
- Суперкуп Њемачке (4) : 2004, 2006, 2009, 2010.